# Ian Fray
Ian Charles Michael Fray (Coconut Creek, 31 agosto 2002) è un calciatore giamaicano, difensore dell'Inter Miami.

## Caratteristiche tecniche
È un difensore centrale.

## Carriera

### Club
Fray ha iniziato la sua carriera calcistica in USL League One con il Fort Lauderdale (club che in seguito ha cambiato denominazione in Inter Miami II) nel 2020. Il 26 gennaio 2021 ha firmato un contratto da Homegrown Player  con l'Inter Miami ma dopo un solo mese ha subito un incortunio al legamento crociato anteriore del ginocchio destro rimanendo fuori dai campi per un anno intero. Rientrato nel 2022, ha avuto una ricaduta che lo ha costretto ai box per un'ulteriore stagione.
Il 15 maggio 2023 è tornato in campo giocando con l'Inter Miami II l'incontro di MLS Next Pro perso ai rigori contro il Philadelphia Union II e due giorni dopo ha fatto il suo esordio in prima squadra nell'incontro di MLS perso 2-1 contro il Nashville. Il 4 giugno seguente ha segnato il suo primo gol nella partica casalinga persa 2-1 contro il D.C. United. Il 21 luglio dello stesso anno ha subito il terzo infortunio ai legamenti crociati, questa volta del ginocchio sinistro.

### Nazionale
Nel giugno del 2023 è stato convocato dalla nazionale giamaicana fra i pre-convocati per la CONCACAF Gold Cup, venendo però tagliato dalla lista finale.

## Statistiche

### Presenze e reti nei club
Statistiche aggiornate al 7 aprile 2025.
| Stagione              | Squadra               | Campionato            | Campionato | Campionato | Coppe nazionali | Coppe nazionali | Coppe nazionali | Coppe continentali | Coppe continentali | Coppe continentali | Altre coppe | Altre coppe | Altre coppe | Totale | Totale | Totale |
| Stagione              | Squadra               | Comp                  | Pres       | Reti       | Comp            | Pres            | Reti            | Comp               | Pres               | Reti               | Comp        | Pres        | Reti        | Pres   | Reti   |        |
| --------------------- | --------------------- | --------------------- | ---------- | ---------- | --------------- | --------------- | --------------- | ------------------ | ------------------ | ------------------ | ----------- | ----------- | ----------- | ------ | ------ | ------ |
| 2020                  | Inter Miami II        | USL1                  | 9          | 0          | -               | -               | -               | -                  | -                  | -                  | -           | -           | -           | 9      | 0      |        |
| 2023                  | Inter Miami II        | MNP                   | 1          | 0          | -               | -               | -               | -                  | -                  | -                  | -           | -           | -           | 1      | 0      |        |
| 2024                  | Inter Miami II        | MNP                   | 4          | 1          | -               | -               | -               | -                  | -                  | -                  | -           | -           | -           | 4      | 1      |        |
| Totale Inter Miami II | Totale Inter Miami II | Totale Inter Miami II | 14         | 1          |                 | -               | -               |                    | -                  | -                  |             | -           | -           | 14     | 1      |        |
| 2023                  | Inter Miami           | MLS                   | 11         | 1          | USOC            | 2               | 0               | -                  | -                  | -                  | LC          | 1           | 0           | 14     | 1      |        |
| 2024                  | Inter Miami           | MLS                   | 14+1       | 2+0        | -               | -               | -               | -                  | -                  | -                  | LC          | 2           | 0           | 17     | 2      |        |
| 2025                  | Inter Miami           | MLS                   | 5          | 0          | -               | -               | -               | CCC                | 3                  | 0                  | LC+Cmc      | -           | -           | 8      | 0      |        |
| Totale Inter Miami    | Totale Inter Miami    | Totale Inter Miami    | 30+1       | 3          |                 | 2               | 0               |                    | 3                  | 0                  |             | 3           | 0           | 39     | 3      |        |
| Totale carriera       | Totale carriera       | Totale carriera       | 45         | 4          |                 | 2               | 0               |                    | 3                  | 0                  |             | 3           | 0           | 53     | 4      |        |

## Palmarès

### Club

#### Competizioni nazionali
- MLS Supporters' Shield: 1

Inter Miami: 2024

#### Competizioni internazionali
- Leagues Cup: 1

Inter Miami: 2023